# Sareyn (Verwaltungsbezirk)
Sareyn (persisch شهرستان سرعین) ist ein Schahrestan in der Provinz Ardabil im Iran. Er enthält die Stadt Sareyn, welche die Hauptstadt des Verwaltungsbezirks ist. Der Bezirk wird mehrheitlich von Aseris bewohnt. 

## Demografie
Bei der Volkszählung 2016 betrug die Einwohnerzahl des Schahrestan 18.200. Die Alphabetisierung lag bei 79 Prozent der Bevölkerung. Knapp 30 Prozent der Bevölkerung lebten in urbanen Regionen.
| Zensusjahr | Einwohnerzahl |
| ---------- | ------------- |
| 2011       | 18.231        |
| 2016       | 18.200        |